# オーハド・シャハー
オーハド・シャハー（本名：ヘブライ語：אוהד שחר、英語表記：Ohad Shahar, 1957年10月30日 - ）は、イスラエルの俳優、男性声優、音響監督。

## 人物
1980年、ベイトツヴィー演技学校で卒業し、多くのテレビドラマや舞台に出演した。1988年に声優デビューし、テレビアニメや洋画映画に多く出演した。また、2010年代以降は音響監督として活躍している。女優のアナット・ヴァクスマンに結婚し、1989年に一児が誕生したが、2002年に離婚した。

## 特色
声優としての代表作はディズニー名作品のミッキーマウス、『ルーニー・テューンズ』のバッグス・バニーやフォグホーン・レグホーン、『 アラジン 』シリーズのイアーゴやクマのプーさんシリーズのナレーターなど。
ミッキーマウスの世界各国語版の声優の中で、オハッドは2013年現在も変更されていない一人となった。。

## 出演作品

### テレビアニメ
- アニマニアックス (ワッコ・ワーナー、スクィート、他数)
- アラジンの大冒険 (イアーゴ)
- アルティメット・スパイダーマン (コールソン)
- オーバン・スターレーサーズ (役名表記なし)
- おちゃめな魔女サブリナ  (クイグリー、他数)
- 怪盗カルメンサンディエゴ (C.H.I.E.F.)
- ガミー・ベアの冒険 (トーディ) ※ビデオ版のみ
- 原始家族フリントストーン (バーニー・ラブル) ※1990年代期収録のみ
- ザ・リプレイス 大人とりかえ作戦 (カー)
- ちいさなプリンセス ソフィア (ベイリーウイック)
- ライオンキングのティモンとプンバァ  (ザズー)
- バットマンシリーズ
  - バットマン (ペンギン、他数)
  - ザ・バットマン (アルフレッド・ペニーワース)
- ミッキーマウス クラブハウス (ミッキーマウス)
- ヨギ・ベア (スミス)
- ルーニー・テューンズ (バッグス・バニー、フォグホーン・レグホーン、他数) ※第1期DVD版まで

### 劇場アニメ
- 101匹わんちゃん (キャプテン)
- アーサー・クリスマスの大冒険 (サンタクロース)
- アイス・エイジ2 (マニー)
  - アイス・エイジ3/ティラノのおとしもの (マニー)
  - アイス・エイジ4/パイレーツ大冒険 (マニー)
  - アイス・エイジ5/止めろ! 惑星大衝突 (マニー)
- アトランティス 失われた帝国 (ヴィニー・サントリーニ)
- アラジン (イアーゴ)
- イカボードとトード氏 (『トード氏』ナレーター)
- 王様と私 (マスター・リトル)
- 王様の剣  (アルキメデス)
- おしゃれキャット (オートクール、イングリッシュ・キャット)
- カーズ (テックス、フレッド)
- カーズ2 (ブレント・マスタングバーガー)
- 怪盗グルーの月泥棒 3D (グルー)
- 怪盗グルーのミニオン危機一発 (グルー)
- ミニオンズ (ナレーター、グルー)
- ガフールの伝説 (ジュット)
- カンフー・パンダ (ミスター・ピン)
  - カンフー・パンダ2 (ミスター・ピン、マスター・サイ)
  - カンフー・パンダ3 (ミスター・ピン)
- きつねと猟犬 (ブーマー)
- グーフィー・ムービー ホリデーは最高!! (ミッキーマウス (歌のみ))
- クマのプーさんシリーズ (ナレーター)
  - くまのプーさん 完全保存版
  - ティガー・ムービー プーさんの贈りもの
  - くまのプーさん（2011）
- くもりときどきミートボール (役名表記なし)
- コルドロン (ホーンド・キング)
- ザ・シンプソンズ MOVIE (バーンズ社長、バーニー、クインビー市長、テレビのトム・ハンクス、他数)
- ザ・パイレーツ! バンド・オブ・ミスフィッツ (役名表記なし)
- サーフズ・アップ (ペンギン父親、アナウンサー)
- シュガー・ラッシュ (ウィンチェル)
- シュレック3 (マーリン)
- シュレック フォーエバー (役名表記なし)
- 白雪姫 (スリーピー、魔法の鏡)
- スペース・ジャム (バッグス・バニー、フォグホーン・レグホーン (アニメ部分))
- スポンジ・ボブ/スクエアパンツ ザ・ムービー (カニさん)
- ダックテイル・ザ・ムービー/失われた魔法のランプ  (役名表記なし)
- チキンラン (ニック)
- チキン・リトル (役名表記なし)
- トイ・ストーリー3 (ミスター・プリックルパンツ)
- 塔の上のラプンツェル (ショーティー)
- とび★うおーず (マックリル教授)
- トムとジェリーの大冒険 (スクワック、ドルーピー、警部)
- トレジャー・プラネット (デルバート・ドップラー)
- 長くつ下のピッピ (ブルーム)
- 長ぐつをはいたネコ (老ジャック)
- ねずみの騎士デスペローの物語 (アンドレー)
- ノートルダムの鐘 (フィーバス)
- ノミオとジュリエット (ウィリアム・シェイクスピア、他数)
- バーンヤード (ピッグ)
- バットマン/マスク・オブ・ファンタズム (ヴィーザー)
- ハッピー フィート (役名表記なし)
  - ハッピー フィート2 踊るペンギンレスキュー隊 (スヴェン)
- バンビ (フクロウ)
  - バンビ2 森のプリンス (フクロウ)
- ビー・ムービー (バッド・ディッチヴォーター)
- ピーター・パン2 ネバーランドの秘密 (フック船長)
- ピノキオ (J・ワシントン・ファウルフェロー)
- ファンタジア (ミッキーマウス (アニメ部分)) ※DVD版
- ファンタジア2000 (ミッキーマウス (アニメ部分)) ※DVD版
- ふしぎの国のアリス (ドアノブ、イモムシ、ハートの王)
- プリンス・オブ・エジプト (宮廷司祭長ホテップ)
- ファインディング・ニモ (ギル)
- ファインディング・ドリー (ハンク)
- ブルー 初めての空へ (シルヴィオ)
- ページマスター (トム・モーガン (アニメ部分))
- ヘラクレス (フィル (ピロクテテス))
- ペット (ポップス)
- ホーム・オン・ザ・レンジ にぎやか農場を救え! (ジェブ)
- ポーラー・エクスプレス (父親、車掌、ホーボー、サンタクロース、ナレーター)
- ポカホンタス (ウィギンズ)
- ボルト (ベテラン・キャット)
- マウス・タウン ロディとリタの大冒険 (役名表記なし)
- マダガスカル3 (ビターリ)
- ミッキーの王子と少年 (ミッキーマウス)
- 劇場版 ムーミン　南の海で楽しいバカンス （ムーミンパパ）
- ムーラン (シャン・ユー、他数)
- モンスター・ホテル (フランク / フランケンシュタイン)
  - モンスター・ホテル2 (フランク / フランケンシュタイン)
- モンスターVSエイリアン (コックローチ博士)
- モンスターズ・インク (ランドール)
- モンスターズ・ユニバーシティ (ジェームズ・P・サリバン)
- よなよなペンギン (パラケケ)
- ライオン・キング (ザズー)
- ラグラッツ・ムービー (ステュ・ピクルス)
- ラマになった王様 (役名表記なし)
- ランゴ (ワッフルズ、エルギン)
- ルーニー・テューンズ:バック・イン・アクション (バッグス・バニー、フォグホーン・レグホーン (アニメ部分))
- ルイスと未来泥棒 (山高帽の男)
- レミーのおいしいレストラン (タロン)
- ロビン・フッド (シス)
- わんわん物語 (ダクシー、ビーバー)

### OVA
- アラジン ジャファーの逆襲 (イアーゴ)
  - アラジン完結編 盗賊王の伝説 (イアーゴ)
- クマのプーさんシリーズ (ナレーター)
  - くまのプーさん クリストファー・ロビンを探せ!
  - くまのプーさん ルーの楽しい春の日
- ザ・バットマンVSドラキュラ (アルフレッド・ペニーワース)
- 史上最強のグーフィー・ムービー Xゲームで大パニック!  (役名表記なし)�
- スチュアート・リトル3 森の仲間と大冒険 (ミスター・リトル)
- ディズニー短編アニメーション (ミッキーマウス) ※テレビ版と同様
- ティンカー・ベルと妖精の家 (グリフィス博士)
- ブラザー・ベア2 (ベーリング)
- ミッキー、ドナルド、グーフィーの三銃士  (ミッキーマウス)
- ムーラン2 (役名表記なし)
- ライオン・キング2 シンバズ・プライド  (ザズー)
- ライオン・キング3 ハクナ・マタタ  (ザズー)
- リトル・マーメイドII Return to The Sea (スカットル)

### 実写
- アーサーとミニモイの不思議な国 (役名表記なし)
  - アーサーと魔王マルタザールの逆襲 (役名表記なし)
  - アーサーとふたつの世界の決戦 (役名表記なし)
- アリス・イン・ワンダーランド (アスコット卿)
- イースターラビットのキャンディ工場 (イービーの父)
- エンバー 失われた光の物語 (役名表記なし)
- 奇跡の旅 (ボブ)
- キャッツ & ドッグス  (ブロディー教授)
- サンダーバード (ジェフ・トレーシー)
- 白雪姫と鏡の女王 (村長)
- スチュアート・リトル (ミスター・リトル)
  - スチュアート・リトル2 (ミスター・リトル)
- スパイアニマル・Gフォース (レナード・セーバー)
- スパイキッズシリーズ
  - スパイキッズ (フループ)
  - スパイキッズ2 失われた夢の島 (フループ)
  - スパイキッズ3-D:ゲームオーバー (フループ)
  - スパイキッズ4D:ワールドタイム・ミッション (OSS隊員)
- スパイダーウィックの謎 (シンブルタック)
- スピード・レーサー (アナウンサー)
- スマーフ (ヘンリ)
- ナルニア国物語/第1章: ライオンと魔女 (ビーバーさん)
- ナルニア国物語/第2章: カスピアン王子の角笛 (トランプキン)
- ハリー・ポッターシリーズ（セブルス・スネイプ）
  - ハリー・ポッターと賢者の石
  - ハリー・ポッターと秘密の部屋
  - ハリー・ポッターとアズカバンの囚人
  - ハリー・ポッターと炎のゴブレット
  - ハリー・ポッターと不死鳥の騎士団
  - ハリー・ポッターと謎のプリンス
- ピーター・パン (ジョージ・ダーリング、ジェイムズ・フック船長)
- ファンタジア (レオポルド・ストコフスキー (実写部分)) ※DVD版
- フリー・ウィリー (グレン)
  - フリー・ウィリー2 (グレン)
- ページマスター (アラン・タイラー (実写部分))
- ベイブ (ナレーター)
- Mr.ズーキーパーの婚活動物園 (ブルース)
- メリー・ポピンズ (ジョージ・バンクス)
- ヨギ & ブーブー わんぱく大作戦 (ヨギ)

## 参加作品

### テレビアニメ
- ルーニー・テューンズ (翻訳) ※90年代期

### 劇場アニメ
- カンフー・パンダ2 (翻訳)
- ハッピー フィート2 踊るペンギンレスキュー隊 (演出)
- プリンセスと魔法のキス (翻訳)
- マダガスカル3 (演出)
- メリダとおそろしの森 (演出)

### 実写
- 白雪姫と鏡の女王 (演出)
- スパイキッズ4D:ワールドタイム・ミッション (演出)
- BFG: ビッグ・フレンドリー・ジャイアント (演出)